# Dwayalomella setulosa
Dwayalomella setulosa är en svampart som beskrevs av Lori M. Carris 1989. Dwayalomella setulosa ingår i släktet Dwayalomella, divisionen sporsäcksvampar och riket svampar.   Inga underarter finns listade i Catalogue of Life.